# Phillip Araos
Phillip Michael Thomas Araos Maita (* 10. April 1990 in Antofagasta) ist ein ehemaliger chilenischer Fußballspieler auf der Position eines Stürmers.

## Karriere
Im Alter von 13 Jahren kam Phillip Araos, benannt nach dem Schauspieler Philip Michael Thomas aus der Fernsehserie Miami Vice, aus seiner Heimatstadt Antofagasta in die Hauptstadt zum CSD Colo-Colo. Dort überzeugte er mit vielen Toren in den Jugendmannschaften und rückte 2008 ins Profiteam auf. Bei seinem Profidebüt im Februar 2009 an der Seite von Lucas Barrios erzielte er bei der 1:2-Niederlage gegen die Rangers de Talca den einzigen Treffer seines Teams. In der Clausura 2009 gewann der 1,70 m große Offensivakteur die Meisterschaft mit seinem Klub. Allerdings konnte sich Araos bei den Albos nicht durchsetzen und wurde mehrfach verliehen. 2013 wechselte er nach Griechenland zu AO Glyfada. 2014 kehrte er nach Chile zurück, wo er für unterklassige Teams auflief.

## Erfolge
CSD Colo-Colo
- Chilenischer Meister: 2009-C